# Croix de Daumazan-sur-Arize
La croix de Daumazan est une croix monumentale en pierre sculptée située sur la commune de Daumazan-sur-Arize, dans le département de l'Ariège, en France.

## Situation
L'édifice se trouve au centre du village.

## Description
La croix est en pierre finement sculptée différemment sur les deux faces, ajourée, à huit lobes. Elle repose sur une colonne posée sur un piédestal carré avec un soubassement régressif.
La croix est classée au titre des monuments historiques par arrêté du 6 juillet 1907.

## Historique

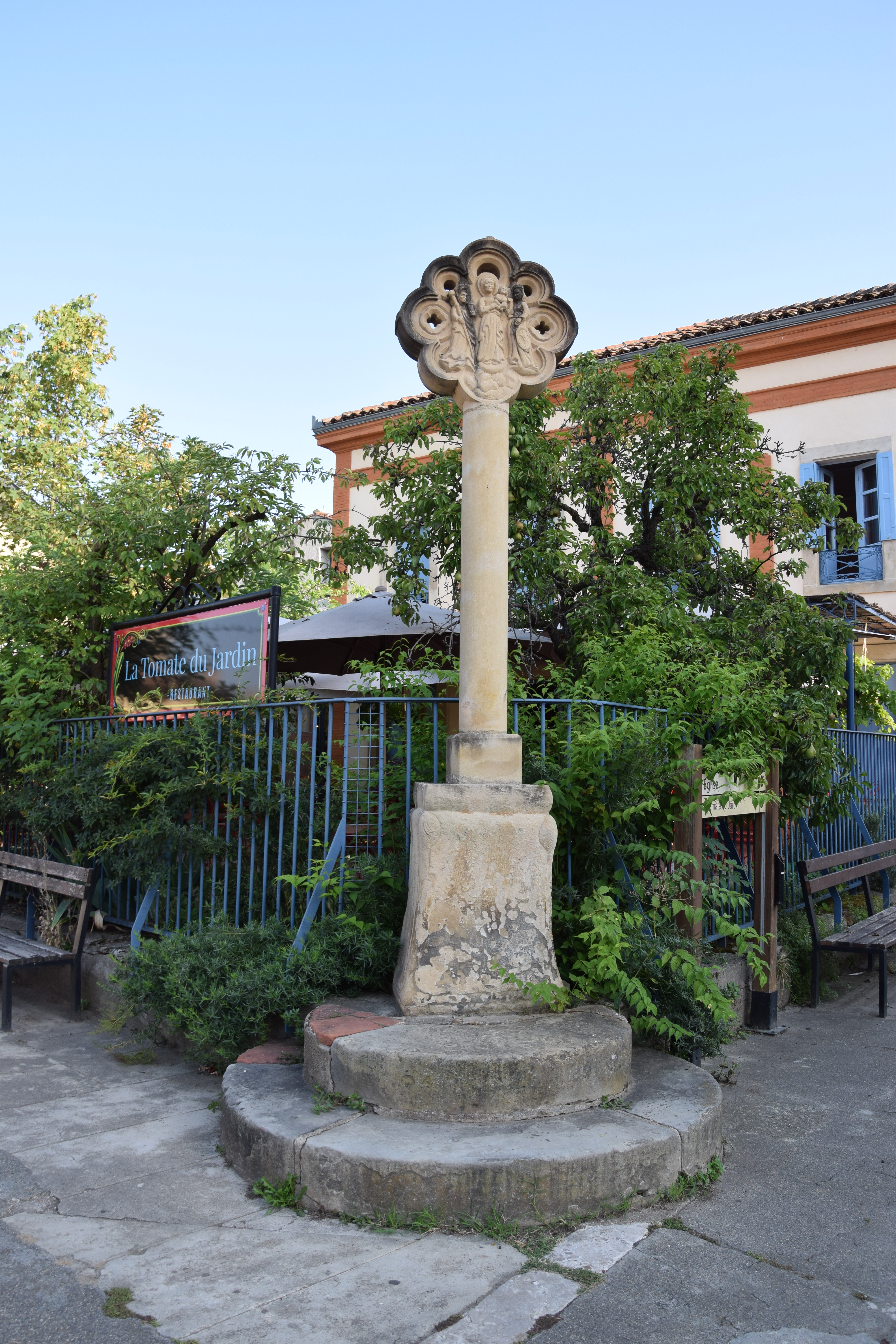

Le monument date du XVe siècle.